# Escudo del Perú
El escudo del Perú es el símbolo nacional heráldico oficial del Perú, el cual es empleado por el Estado peruano y las demás instituciones públicas del país. 
A lo largo de su historia, tuvo dos escudos nacionales; el primero adoptado el 21 de octubre de 1821; el segundo fue adoptado el 25 de febrero de 1825, y modificado el 31 de marzo de 1950.
Entre los años 1836 y 1839, el Perú estuvo dividido en dos estados: el Estado Nor-Peruano y el Estado Sud-Peruano, los cuales junto con el Estado Boliviano conformaron la Confederación Perú-Boliviana; los escudos de los tres estados constituyeron el Escudo de Armas de la Confederación.

## Descripción

### Escudo
El escudo peruano es de forma polaca (piel de toro), cortado (horizontalmente por la mitad) y semipartido (por la mitad  verticalmente hasta el centro) la parte superior, mostrando tres campos.
En el primer cuartel o diestra del jefe (superior izquierdo), de color azur (intermedio entre azul y celeste) una vicuña pasante, al natural, contornada – observando hacia la siniestra (interior del escudo). En el segundo cuartel o siniestra del jefe (superior derecho), de argén (plata), un árbol de la quina al natural. En la base (el campo inferior), de gules (rojo), una cornucopia de oro, orientada a la siniestra, derramando monedas también de oro.

### Acompañamiento
Al timbre lleva el escudo una corona cívica de encinas vista de plano. Por soportes, un estandarte sin escudo y una bandera a sendos costados.
Puesto en el pabellón nacional, es acompañado de su timbre y de una rama de palma en la izquierda y otra de laurel entrelazadas por un cinto bicolor. La representación más común muestra la rama de laurel frutada de gules (con pequeñas bayas de color rojo entre las hojas).

### Simbolismo
Los campos del escudo representan a los recursos naturales del Perú: la vicuña representa el reino animal; el árbol de la quina (Cinchona officinalis) representa el reino vegetal y la cornucopia, el reino mineral. La corona simboliza la victoria en las batallas de Perú.
El árbol de la quina, en peligro de extinción, tuvo importancia en los años en que el paludismo (malaria) asolaba al mundo y se utilizó el polvo extraído de su corteza para curarlo.

## Evolución

### Armas provisionales (1821)
La primera versión del escudo nacional del Perú fue diseñada por el general José de San Martín y aprobada mediante decreto en Pisco el 21 de octubre de 1821.
Constaba de un paisaje del sol naciente desde los Andes visto desde el mar, enmarcado por una corona de ramas de laurel atadas por un cintillo dorado. En el interior se reflejaban, sobre el fondo azul del firmamento, los amarillos rayos del sol por detrás de imponentes sierras escarpadas de color pardo oscuro que se levantaban sobre la tranquilidad del océano azul y verde. Sobre el escudo una palmera de plátano y detrás se mostraban las banderas del Protectorado del Perú y los estados de Chile y Río de la Plata. Estaba rodeado por la izquierda de un cóndor y por la derecha de una llama. La composición se posaba sobre una base barroca, bajo la cual se hallaba un pergamino con el lema "Renació el sol del Perú" en letras mayúsculas y sobre la cual se hallaban además algunas ramas, flores y la alpaca.
| Banderas del Escudo               | Banderas del Escudo | Banderas del Escudo         |
| --------------------------------- | ------------------- | --------------------------- |
|                                   |                     |                             |
| Bandera del Protectorado del Perú | Bandera de Chile    | Bandera del Río de la Plata |

Los primeros diseños fueron hechos por Francisco Javier Cortés por indicaciones de San Martín.

### Adopción oficial (1825)
El 25 de febrero de 1825, Simón Bolívar y el Congreso Constituyente promulgaron una ley que definía nuevos símbolos patrios, estableciéndose un nuevo escudo nacional, similar al que se emplea actualmente. Esta vez era un diseño de los congresistas José Gregorio Paredes y Francisco Javier Cortés. La descripción dada en la ley fue:

Las armas de la Nación Peruana constarán de un escudo dividido en tres campos: uno azul celeste, a la izquierda, que llevará una vicuña mirando al interior; otro blanco, a la derecha, donde se colocará el árbol de la quina; y otro rojo inferior y más pequeño en que se verá una cornucopia derramando monedas, significándose con estos símbolos, las preciosidades del Perú en los tres reinos naturales. El escudo tendrá por timbre una corona cívica, vista de plano, e irá acompañada en cada lado de una bandera y un estandarte de los colores nacionales, señalado más adelante.

| Diseño alternativo | Diseño alternativo |
| ------------------ | --- |
|                    | El escudo presentó algunas dificultades en su reproducción, las cuales originaron, meses después de su creación, que los sellos de los ministerios modificaran la ley cortando a lo ancho el escudo para diseñar cómodamente la cornucopia. |

### Durante la Confederación (1836-1839)
Durante la Confederación Perú-Boliviana, el Perú, estaba dividido en dos estados federales, el Estado Nor-Peruano, el Estado Sud-Peruano, ambos de efímera existencia, los cuales constituyeron una Confederación igualitaria de tres estados con el Estado Boliviano. Tras su disolución, la República Peruana unificó a ambos Estados y restauró el Escudo de 1825. 

#### Escudo de la Confederación Perú-Boliviana
Estaba constituido por los escudos de armas de los tres Estados miembros, entrelazados por un laurel:
- El Escudo del Estado Nor-Peruano: heredó el escudo peruano de 1825.
- El Escudo del Estado Sud-Peruano: estaba conformado por el Sol en su porción inferior, coronado por cuatro estrellas que representaban a cada uno de sus departamentos.
- El Escudo del Estado Boliviano: heredó el escudo boliviano de 1826:

En su centro se verán las armas de la Confederación, que son las de las tres repúblicas entrelazadas por un laurel.Ley Fundamental de la Confederación Perú-Boliviana, artículo 37

### Modificación de 1950
Luego de su establecimiento en 1825, el escudo fue ligeramente modificado mediante el Decreto Ley Nº11323, dado 31 de marzo de 1950 por Manuel Odría, entonces Presidente de la Junta Militar de Gobierno.
En el citado documento, se expresa que el escudo nacional quedó cortado en mitades y el espacio inferior se convirtió en el mayor y no "en el más pequeño" como decía la ley de 1825.
Asimismo, se agrega al léxico oficial el término Escudo Nacional.

## Escudos y emblemas derivados del nacional

### Escudo de armas del Perú
El escudo que se une a la bandera para formar el Pabellón Nacional del Perú, y el que figura en el reverso de las monedas y el anverso de los billetes de sol, la unidad monetaria peruana, lleva una rama de palma y otra de laurel, símbolos de la victoria y la gloria, rodeando el escudo en vez de estandartes y banderas. Las hojas caídas al lado izquierdo del escudo simbolizan el luto por la pérdida de Arica y Tarapacá en la Guerra del Pacífico (1879-1884). Esta forma fue adoptada como acompañante de la cuarta bandera en el artículo tercero del decreto ley dado el 25 de febrero de 1825, con la siguiente descripción: 

El pabellón y bandera nacional se compondrán de tres franjas verticales las dos extremas encarnadas, y la intermedia blanca, en cuyo centro se colocará el escudo de las armas con su timbre, abrazado aquél por la parte interior de una palma a la derecha y una rama de laurel a la izquierda entrelazadas.

El 31 de marzo de 1950 quedó establecido que acompañaría al Pabellón Nacional tal como lo establece el decreto 11323 en su artículo 2º:

El pabellón nacional llevará el escudo con su timbre y dos ramas, una de palma a la derecha, y otra de laurel a la izquierda, entrelazadas en la parte inferior, y abrazando al escudo.

### Gran Sello del Estado Peruano
El Gran Sello del Estado Peruano, es el Escudo Nacional con la inscripción circular República del Perú en su parte superior. Su uso es obligatorio en la documentación oficial de todas las reparticiones estatales, colocándosele en el membrete de los documentos emitidos.

Gran Sello de la República del Perú.

### Escudo del Comando Conjunto de las Fuerzas Armadas
Es el escudo nacional del Perú en su parte superior. Su uso es obligatorio en la documentación oficial de todas las reparticiones de los documentos emitidos.

Escudo del Comando Conjunto de las Fuerzas Armadas del Perú.

### Escudo Naval
Este escudo es utilizado únicamente por la Marina de Guerra del Perú.

Escudo Naval de la Marina de Guerra del Perú.

### Escudo Aéreo
Este escudo es utilizado únicamente por la Fuerza Aérea del Perú.

Escudo de la Fuerza Aérea del Perú.

### Escudo Policial
Este escudo es utilizado únicamente por la Policía Nacional del Perú.

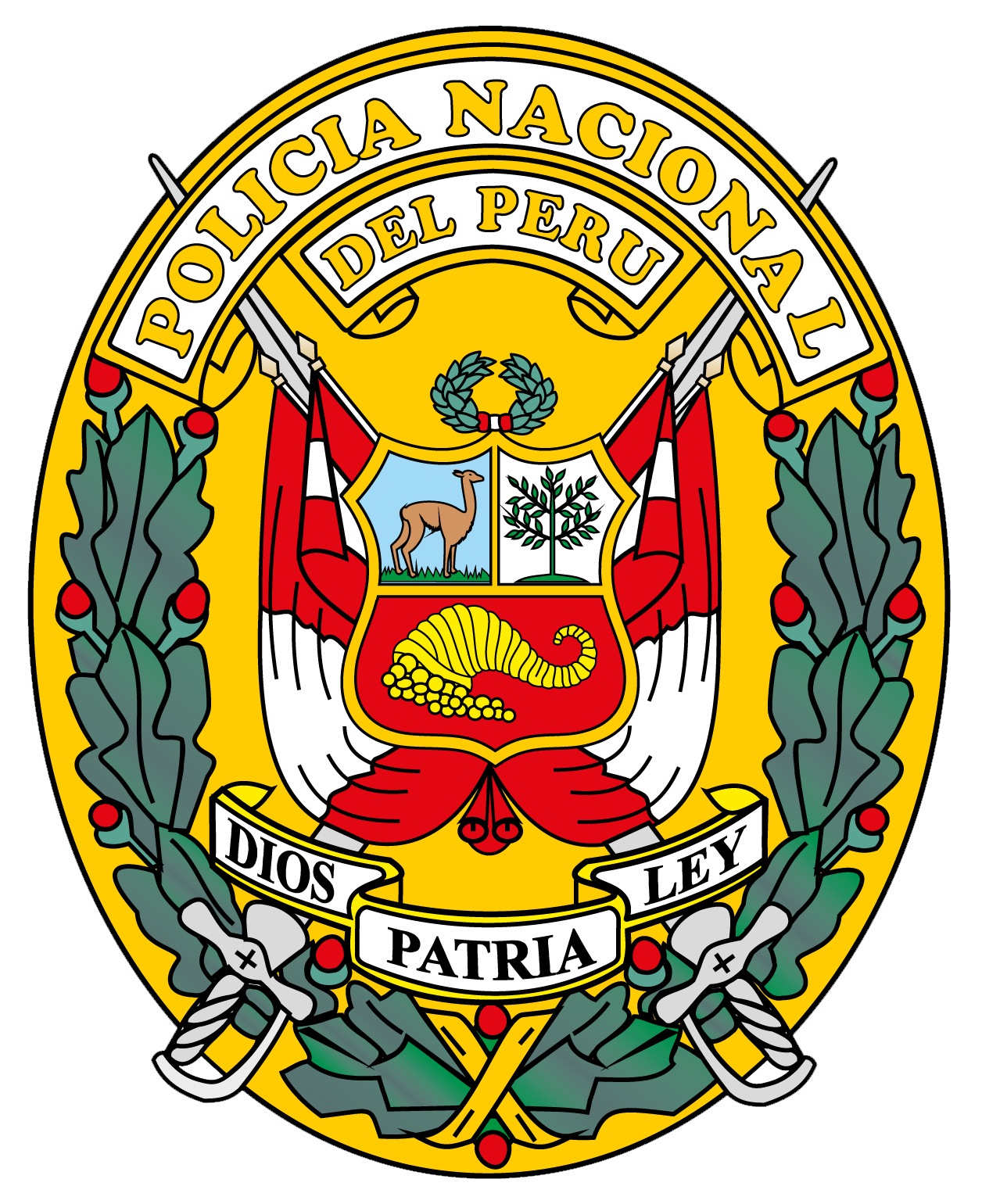
Escudo de la Policía Nacional del Perú.